# هجوم مقر شركة الصناعات الجوية والفضائية التركية 2024
في 23 أكتوبر 2024، قُتل خمسة أشخاص وجُرح 22 آخرون في هجوم إرهابي على مقر شركة الصناعات الجوية والفضائية التركية (TAI) في قهرمان قزان بأنقرة في تركيا، وقُتل المشتبه بهما لاحقًا.

## الهجوم
وقع الهجوم في حوالي الساعة 4:00 مساءً (توقيت تركيا)، على مقر شركة الصناعات الجوية التركية في قهرمان قزان، على بعد 40 كيلومترًا (25 ميلًا) خارج مدينة أنقرة، وتزامن مع تغيير وردية في المنشأة. وصل ثلاثة مهاجمين على متن سيارة أجرة قبل تفجير عبوة ناسفة بجانبها وإطلاق النار ودخول المجمع. اندلع حريق كبير في وقت لاحق في الموقع، وأظهرت كاميرات المراقبة أحد المهاجمين يرتدي ملابس مدنية ويحمل حقيبة ظهر ويحمل بندقية هجومية. وتبين أن أحد الجناة امرأة. تم إجلاء الموظفين إلى الملاجئ، بينما ارسل رجال الإطفاء والفرق الطبية إلى مكان الحادث. كما ابلغ عن اشتباكات في موقف سيارات قريب. ورد أن وزير الخارجية الأوكراني أندريه سيبيا كان حاضرًا أثناء الهجوم ولا يزال وضعه غير معروف.
قُتل في الهجوم ما لا يقل عن سبعة أشخاص، بما في ذلك المهاجمان وسائق سيارة الأجرة التي كانا يستقلانها، بينما أصيب 22 آخرون، أحدهم في حالة حرجة. ولم تعلن أي جهة مسؤوليتها عن الهجوم في البداية.

## التحقيقات

### المنفذون

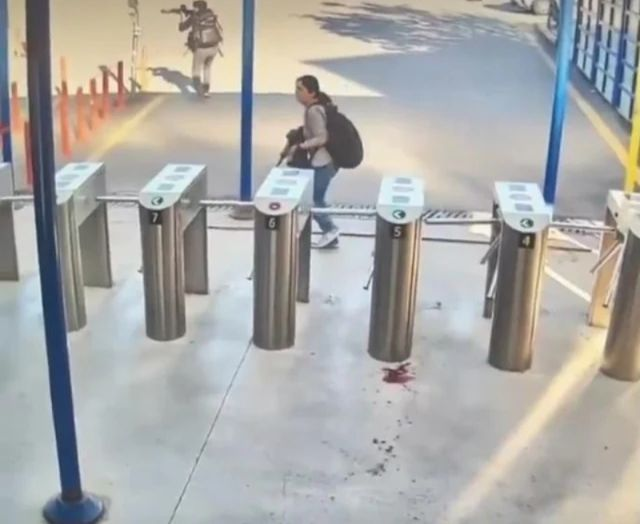
صورة أخرى للمنفذين

وفقًا للحكومة التركية، كان مرتكبو الهجوم أعضاء في حزب العمال الكردستاني، وهي جماعة صنفتها تركيا والاتحاد الأوروبي والولايات المتحدة كمنظمة إرهابية

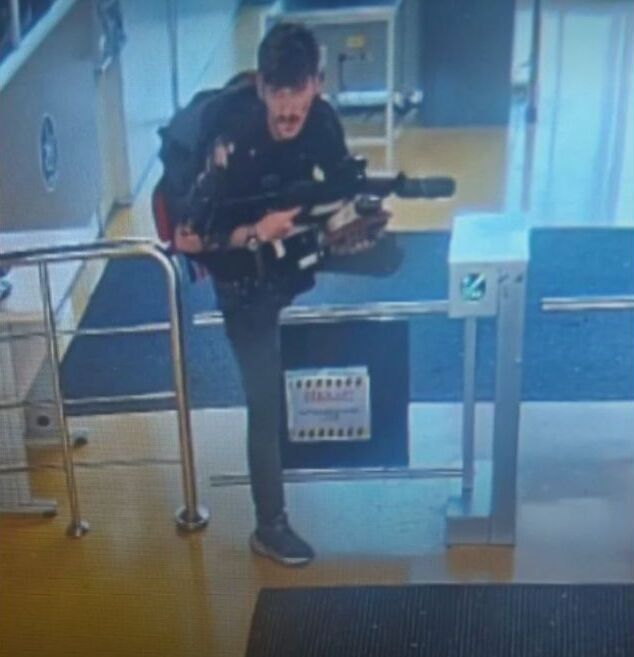
صورة لأحد الجناة.

## التداعيات
أعلن رئيس المجلس الأعلى للإذاعة والتلفزيون التركي أبو بكر شاهين، فرض حظر على البث على خلفية الهجوم، بالإضافة إلى ذلك، تم تقليص نطاق ترددات منصات التواصل الاجتماعي وتقييد الوصول إلى منصات مثل X وInstagram وFacebook وYoutube. وردًا على ذلك، شن الجيش التركي ضربات على 47 موقعًا للمتمردين الأكراد، بما في ذلك 29 في شمال العراق و18 في شمال سوريا وزعم وزير الدفاع التركي "تحييد 59 مسلحاً" بينهم اثنان من "كبار القيادات"، وفي اليوم التالي لهجمات اتهمت قوات سوريا الديمقراطية تركيا بشن «موجة جديدة» من الهجمات التي أسفرت عن مقتل 12 مدنيًا وإصابة 25 آخرين. وبحسب المرصد السوري لحقوق الإنسان، قُتل 27 مدنيًا سوريًا جراء هجمات طائرات مسيرة تركية منذ 23 أكتوبر/تشرين الأول 2024.

## ردود الفعل
وصف وزير الداخلية علي يرلي كايا الحادث بأنه "هجوم إرهابي"، وقال «للأسف، لدينا شهداء وجرحى» وقال رئيس بلدية أنقرة الكبرى منصور يافاش في بيان إنه "حزين للغاية" بسبب هذا النبأ، فيما أعلن وزير العدل يلماز طنتش أن مكتب المدعي العام في أنقرة بدأ "تحقيقًا قضائيًا" في الحادث. وقال «للأسف، لدينا شهداء وجرحى» وقال رئيس بلدية أنقرة الكبرى منصور يافاش في بيان إنه "حزين للغاية" بسبب هذا النبأ، فيما أعلن وزير العدل يلماز طنتش أن مكتب المدعي العام في أنقرة بدأ "تحقيقًا قضائيًا" في  وتزامن مع تغيير وردية في المنشأة. كما أدان الهجوم نائب الرئيس جودت يلماز. وقال إن الهجوم كان يستهدف «نجاح تركيا في صناعة الدفاع»، وكذلك وزير النقل عبد القادر أورال أوغلو وزعيم حزب الشعب الجمهوري والزعيم المتزامن للمعارضة أوزغور أوزيل. كما أدان الرئيس رجب طيب أردوغان الهجوم خلال اجتماع مع الرئيس الروسي فلاديمير بوتين في قمة البريكس السادسة عشرة في روسيا.
- حلف شمال الأطلسي: أعرب الأمين العام لحلف الناتو مارك روته عن تضامنه مع تركيا في أعقاب الهجوم.[17] كما أعرب الاتحاد الأوروبي والولايات المتحدة عن الإدانة.[21] كما أعرب وزير الخارجية الأميركي أنتوني بلينكن عن تضامنه مع تركيا وقدم تعازيه، قائلاً «إن أفكاره مع الضحايا وعائلاتهم».[22]
- مصر: أدانت الخارجية المصرية الهجوم وأعربت مصر في عن «تضامنها الكامل مع الحكومة والشعب التركي في هذا الظرف الدقيق وتتقدم بخالص تعازيها وصادق مواساتها للحكومة والشعب التركي الشقيق ولأسر الضحايا متمنية الشفاء العاجل للمصابين».[23]

## الضحايا
تم التعرف على الضحايا من قبل الحكومة التركية على أنهم:
- جنكيز جوشكون، ضابط مراقبة الجودة
- زاهدة غوتشلو، مهندسة ميكانيكية
- حسن حسين جانباز، موظف في شركة TAI
- أتاكان شاهين أردوغان، حارس أمن
- مراد أرسلان سائق تاكسي